# 沙耆
沙耆（1914年—2005年2月15日），原名引年，又名贤菖，字吉留，中国当代著名油画家。浙江鄞县人。被誉为“中国的梵高”。

## 生平

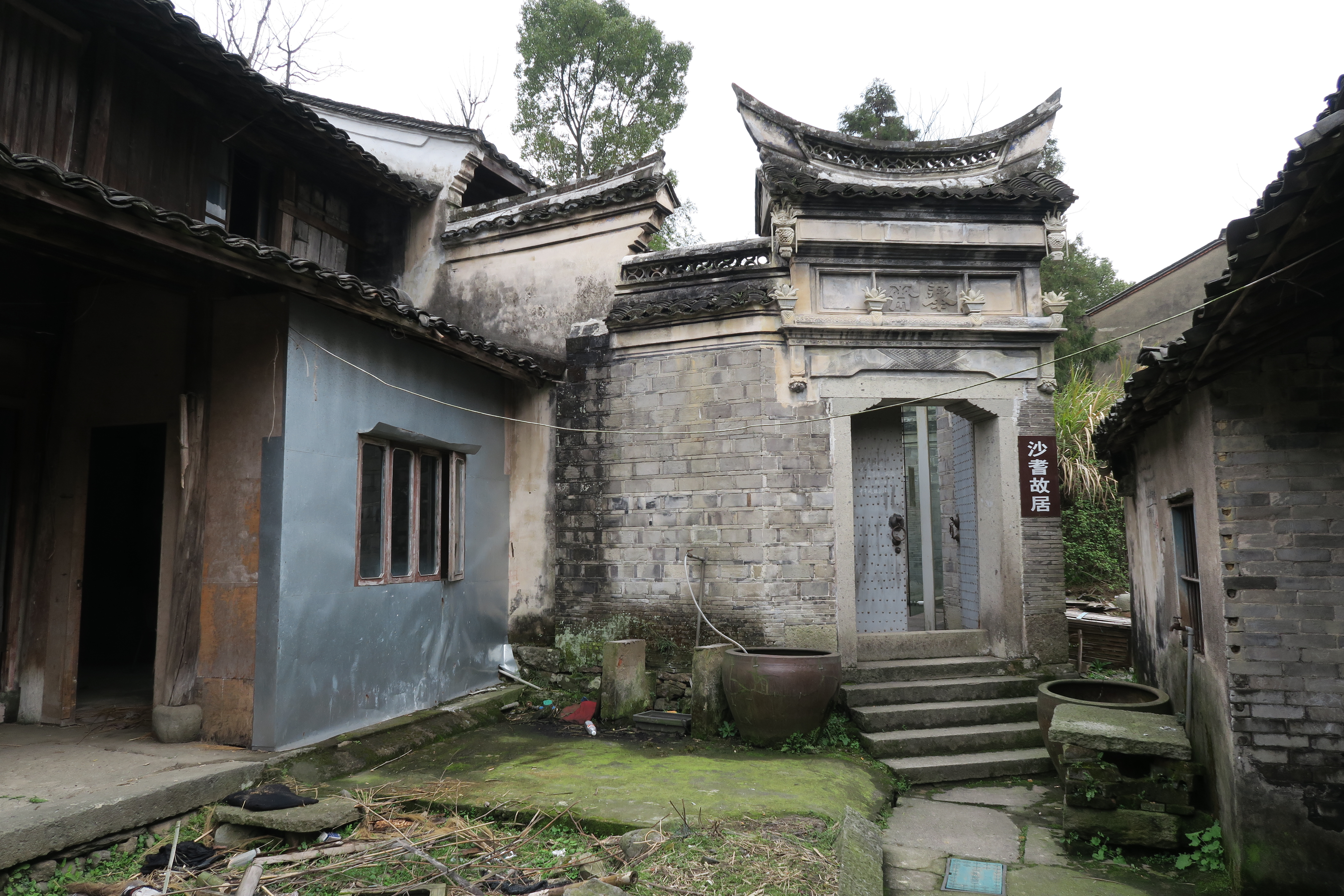
位于沙村的沙耆故居

沙耆于1914年生于浙江宁波鄞县沙村（今属宁波市鄞州区），字吉留名引年，后由书法家沙孟海取名耆。1925年，随父亲到上海，就读于宁波同乡会小学。1929年，考入上海昌明艺术专科学校。1932年，就读于上海美术专科学校。1933年，因政治原因被捕，入狱一年。出狱后入读杭州西湖艺专（今中国美术学院），并入中央大学艺术系学习，师从著名画家徐悲鸿。1937年，经徐悲鸿推荐，留学比利时国立皇家美术学院，师从比利时画家巴斯天（A. Bastien）。1938年，获比利时皇家美术学院授予的金质奖章。1939年，以最优异成绩毕业并获“优秀美术金质奖章”。授奖典礼在比利时布鲁塞尔美术宫举行，由布鲁塞尔市长马可斯亲自授予，引起各方关注。
1940年，与毕加索等欧洲著名画家一起参加比利时布鲁塞尔阿特利亚蒙（Atriome）展览会。1940年6月，又与匈牙利画家德立克（Trink）等画家在督阿崇道（Toisondor）会场举办展览会，均引起轰动。后多次在毕底格拉地（PetieGalerie）美术馆等地举办个人画展。1942年，在毕底格拉美术馆参展时，其名作《吹笛女》被参观展览的比利时王国皇后购藏。1945年底，旅行欧洲（英国、荷兰等国）写生。1946年，經确诊为思覺失調症，回国治疗养病。徐悲鸿聘其为北平艺术专科学校教授而未成。
1983年，浙江省博物馆、上海油画雕塑创作院和北京首都博物馆先后举办“沙耆画展”，其《自画像》等作品由中国美术馆收藏。1983年，被聘为浙江省文史馆馆员。1984年，被聘为上海文史馆馆员。2001年3月，中国美术馆为沙耆举办“沙耆七十年作品回顾展”。2005年春，病逝于上海，享年91岁。